# Toxorhynchites dundo
Toxorhynchites dundo är en tvåvingeart som beskrevs av Ribeiro 1991. Toxorhynchites dundo ingår i släktet Toxorhynchites och familjen stickmyggor.
Artens utbredningsområde är Angola. Inga underarter finns listade i Catalogue of Life.